# Рада Барачкина
Рада Барачкина е легендарна българска хайдутка, наричана Бойка войвода и възпята от Петко Славейков в написаната от него поема „Бойка, българска войница“ още през 1852 г.
Бойка войвода е родом от село Чолакова махала, намираща се до село Леденик. На дванадесет години спасява дете от удавяне, а на осемнадесет – възрастна жена от пожар. Била е толкова хубава мома, че даже агата на село Качица я е искал за жена. Тогава Рада излиза да хайдутува при Вълчан войвода. Подвизава се от 1810 до 1820 г. Дали защото войводата се оттегля или защото е убит от Леденишкия бей Ахмедоглу, Рада Барачкина повежда неговата чета в Търновско, Дряновско и Габровско. С нея бранят населението от кърджалии, турци и богати чорбаджии. Участва и в борбата срещу започналите вече разбойнически нашествия на кърджалии и даалии и в междуособните борби на бейовете и на аяните по това време.
Краеведът Димо Минев е записал чудната история за 19-годишната Рада, която с една сопа обезоръжава три млади турчета, нахално дошли в къщата ѝ, за да ги черпи с ракия. Когато ги праща да си ходят по живо по здраво, единият понечил да я улови, но момата набързо набила и тримата със сопата си само „малко“. След тази случка Рада Барачкина хваща Балкана.

## Памет
На Бойка войвода е наречена улица в квартал „Драгалевци“ в София (Карта).